# تاراس دانکو
تاراس دانکو (به اوکراینی: Тарас Данько) (زادهٔ ۳ ژوئیهٔ ۱۹۸۰) کشتی‌گیر پیشین اهل اوکراین است که در دستهٔ میان‌وزن کشتی آزاد فعالیت می‌کرد. دانکو برندهٔ مدال برنز المپیک ۲۰۰۸ پکن، مدال برنز مسابقات قهرمانی کشتی جهان (۲۰۰۵) و مدال طلای مسابقات قهرمانی کشتی اروپا (۲۰۰۵) است.